# Tempi supplementari
In uno sport di squadra, i tempi supplementari sono un prolungamento del tempo regolamentare di gioco: il loro utilizzo è prevalente in competizioni che prevedono l'eliminazione diretta.

## Descrizione
I regolamenti sportivi prevedono i tempi supplementari, di norma, soltanto in caso di incontri ad eliminazione diretta, nei quali non è ammesso un risultato di parità: non vi si fa ricorso, per esempio, con il girone all'italiana. Il loro utilizzo, infatti, non è solitamente collegato all'assegnazione dei punti.

## Utilizzo

### Calcio
Non rientrano nelle regole principali del calcio, bensì nelle normative aggiuntive ("procedure per determinare la squadra vincente di una gara"). Se il risultato è in parità allo scadere dei due tempi di gioco regolamentari di 45 minuti ciascuno e la partita non può terminare con un pareggio, vengono disputati due tempi supplementari di 15 minuti ciascuno: tra un tempo e l'altro vi è una brevissima pausa in cui ha luogo l'inversione di campo. Se al termine dei tempi supplementari il punteggio è ancora in parità, l'esito della partita viene deciso tramite i tiri di rigore. Attualmente i tempi supplementari vengono sempre giocati entrambi per intero; fino al 2004 esistevano due regole chiamate golden goal e silver goal che potevano rendere ciò non necessario, in quanto nel primo caso la partita terminava nel momento in cui veniva segnata la prima rete nei tempi supplementari, mentre nel secondo caso si concludeva sempre il primo tempo supplementare e si disputava il secondo solo se il risultato era ancora in parità al termine del primo.

### Canoa polo
Il regolamento indica periodi di gioco consecutivi di 5' ciascuno: la squadra che segna il primo gol vince la partita. Vi sono 3' di intervallo prima dell'inizio dei supplementari e 1' di interruzione tra un tempo e l'altro, con cambio di campo.

### Hockey su ghiaccio
Le regole dispongono che, in caso di parità al termine del tempo regolamentare di gioco, l'incontro prosegua con un tempo supplementare di 5': vige la regola del golden goal, che assegna la vittoria alla squadra andata in rete. Se la parità persiste dopo il prolungamento, si procede con rigori a oltranza.

### Pallacanestro
Il regolamento esplica che: «Se il punteggio è pari al termine del tempo di gioco per il quarto periodo, la gara continuerà con tanti tempi supplementari di 5' quanti sono necessari per determinare la squadra vincente».

### Pallanuoto
Le regole individuano 2 tempi da 3' ciascuno (con intervallo di 2' per consentire l'inversione di campo); se la parità persiste si fa ricorso ai rigori (5 per squadra, con eventuale proseguimento ad oltranza).

### Rugby a 15
Il regolamento prevede 2 tempi da 10' ciascuno, con un intervallo di 5'. Qualora persista la parità, si disputa un altro prolungamento di 10': è valida la regola del "sudden death", ovvero il primo punto marcato assegna la vittoria alla squadra realizzatrice. In caso di ulteriore parità, si ricorre ai calci piazzati.

## Tabella riepilogativa
La tabella riporta, indicata in minuti ('), la durata dei supplementari nei vari sport:
| Sport                     | Durata dei tempi supplementari | Durata dei tempi regolamentari | Percentuale durata sull'intero gioco | In uso               |
| ------------------------- | ------------------------------ | ------------------------------ | ------------------------------------ | -------------------- |
| Calcio                    | 30 (15'+15')                   | 90                             | 33%                                  | Eliminazione diretta |
| Football americano        | 15                             | 60                             | 25%                                  | Stagione regolare    |
| Hockey su ghiaccio        | 5                              | 60                             | 12%                                  | Stagione regolare    |
| Pallacanestro (NBA) Altre | 5                              | 48 40                          | 10% 13%                              | Stagione regolare    |
| Pallamano                 | 10 (5'+5')                     | 60                             | 17%                                  | Eliminazione diretta |
| Rugby a 13                | 5                              | 80                             | 13%                                  | Eliminazione diretta |
| Rugby a 15                | 20                             | 80                             | 25%                                  | Eliminazione diretta |
| Canoa polo                | 5                              | 20                             | 25%                                  | Eliminazione diretta |